# Skunk (film)
Skunk is een Belgische-Nederlandse film uit 2023, geregisseerd en geschreven door Koen Mortier, gebaseerd op het boek "Skunk, de geur van een destructief leven" van Geert Taghon uit 2015.

## Verhaal
Liam is een verwaarloosde tiener die opgroeit in een gezin waar drugs en geweld de hoofdrol spelen. Hij wordt geplaatst in een jeugdinstelling waar ook eigen regels en misbruiken zijn. Gelukkig vindt hij troost bij zijn begeleiders maar het verleden blijft hem achtervolgen.

## Rolverdeling
| Acteur             | Personage     |
| ------------------ | ------------- |
| Thibaud Dooms      | Liam          |
| Dirk Roofthooft    | Jos           |
| Boris Van Severen  | David         |
| Natali Broods      | Pauline       |
| Colin Van Eeckhout | Liam's vader  |
| Sarah Vandeursen   | Liam's moeder |

## Productie
De vierde speelfilm van regisseur Koen Mortier is gebaseerd op het gelijknamige boek van Geert Taghon over zijn jarenlange ervaringen in de jeugdpsychiatrie. De film wordt geproduceerd door Eurydice Gysel voor Czar Film & TV, het productiehuis dat ze samen met regisseur Koen Mortier leidt, en met BALDR Film als coproducent. Camerawerk is van Nicolas Karakatsanis en Manu Van Hove deed de montage. De muziek wordt verzorgd door de Vlaamse metalband Amenra. De film kwam tot stand met financiële steun van het VAF/Filmfonds en het economisch fonds Screen Flanders.

## Release
Skunk ging op 6 november 2023 in première op het Internationaal filmfestival van Tallinn in de "Internationale jeugdcompetitie". De film ging op 13 maart 2024 in première in de Belgische bioscopen. Op 6 juni 2024 verscheen Skunk in de Nederlandse bioscopen.

## Prijzen en nominaties
De belangrijkste:
| Jaar | Prijs                                   | Categorie                                 | Genomineerde(n)                           | Uitslag  |
| ---- | --------------------------------------- | ----------------------------------------- | ----------------------------------------- | -------- |
| 2023 | Internationaal filmfestival van Tallinn | Just Film Award Beste film                | Just Film Award Beste film                | Gewonnen |
| 2023 | Internationaal filmfestival van Tallinn | Just Film jeugdcompetitie Special Mention | Just Film jeugdcompetitie Special Mention | Gewonnen |
| 2024 | Fantasy Filmfest                        | Fear good award                           | Fear good award                           | Gewonnen |
| 2025 | Ensor (filmprijs)                       | Beste film                                | Beste film                                | Gewonnen |
| 2025 | Ensor (filmprijs)                       | Best make-up                              | Best make-up                              | Gewonnen |